# World Series of Poker 1992
Die World Series of Poker 1992 war die 23. Austragung der Poker-Weltmeisterschaft und fand vom 22. April bis 16. Mai 1992 im Binion’s Horseshoe in Las Vegas statt.

## Turniere

### Turnierplan

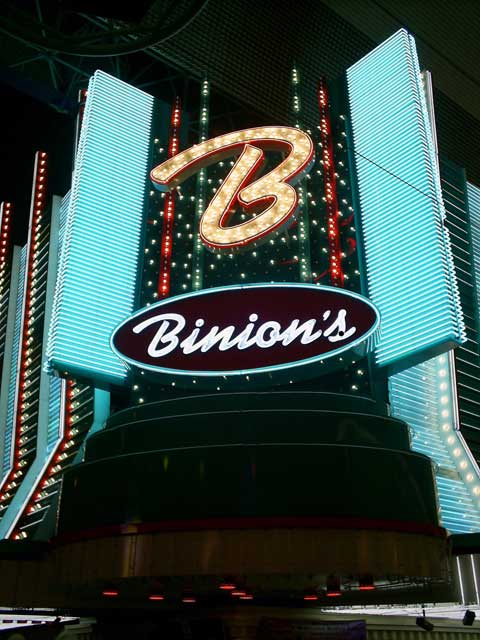
Das Binion’s Horseshoe in Las Vegas

Im Falle eines mehrfachen Braceletgewinners gibt die Zahl hinter dem Spielernamen an, das wievielte Bracelet in diesem Turnier gewonnen wurde.
| #  | Buy-in (in $) | Turnier                                          | Turnierbeginn | Teilnehmer | Sieger               | Herkunft           | Preisgeld (in $) |
| -- | ------------- | ------------------------------------------------ | ------------- | ---------- | -------------------- | ------------------ | ---------------- |
| 1  | 01.500        | Pot-Limit Omaha                                  | 22. Apr. 1992 | 135        | Billy Thomas         | Vereinigte Staaten | 0.081.000        |
| 2  | 01.500        | No-Limit Hold’em                                 | 23. Apr. 1992 | 254        | Lance Straughn       | Vereinigte Staaten | 0.152.400        |
| 3  | 01.500        | Limit Seven Card Stud Hi-Lo                      | 24. Apr. 1992 | 175        | Richard Steiner      | Vereinigte Staaten | 0.105.000        |
| 4  | 02.500        | Limit Hold’em                                    | 25. Apr. 1992 | 168        | Erik Seidel          | Vereinigte Staaten | 0.168.000        |
| 5  | 02.500        | Limit Seven Card Stud                            | 26. Apr. 1992 | 106        | Ray Rumler (2)       | Vereinigte Staaten | 0.106.000        |
| 6  | 01.500        | Limit Seven Card Stud                            | 27. Apr. 1992 | 201        | Men Nguyen           | Vereinigte Staaten | 0.120.600        |
| 7  | 01.500        | Limit Omaha                                      | 28. Apr. 1992 | 132        | Tom McEvoy (4)       | Vereinigte Staaten | 0.079.200        |
| 8  | 05.000        | Limit Hold’em                                    | 29. Apr. 1992 | 088        | Phil Hellmuth (2)    | Vereinigte Staaten | 0.188.000        |
| 9  | 01.500        | Limit Razz                                       | 30. Apr. 1992 | 134        | Lamar Hampton        | Vereinigte Staaten | 0.080.400        |
| 10 | 01.000        | Ladies Limit Seven Card Stud                     | 1. Mai 1992   | 155        | Shari Flanzer        | Vereinigte Staaten | 0.098.000        |
| 11 | 02.500        | Pot-Limit Hold’em                                | 2. Mai 1992   | 134        | Ken Duggan           | Vereinigte Staaten | 0.134.000        |
| 12 | 01.500        | Limit A-5 Draw Lowball                           | 3. Mai 1992   | 150        | Dal Derovin          | Vereinigte Staaten | 0.090.000        |
| 13 | 05.000        | Pot-Limit Omaha                                  | 4. Mai 1992   | 048        | Hoyt Corkins         | Vereinigte Staaten | 0.096.000        |
| 14 | 05.000        | Limit Seven Card Stud                            | 5. Mai 1992   | 061        | Paul Clark           | Vereinigte Staaten | 0.122.000        |
| 15 | 01.500        | Pot-Limit Hold’em                                | 6. Mai 1992   | 193        | Buddy Bonnecaze      | Vereinigte Staaten | 0.115.800        |
| 16 | 02.500        | No-Limit Hold’em                                 | 7. Mai 1992   | 192        | Lyle Berman (2)      | Vereinigte Staaten | 0.192.000        |
| 17 | 01.500        | Limit Omaha Hi-Lo                                | 8. Mai 1992   | 204        | Eli Balas            | Vereinigte Staaten | 0.122.400        |
| 18 | 05.000        | No-Limit 2-7 Lowball Draw                        | 9. Mai 1992   | 053        | Mickey Appleman (2)  | Vereinigte Staaten | 0.119.250        |
| 19 | 01.500        | Limit Hold’em                                    | 10. Mai 1992  | 378        | Bob Abell            | Vereinigte Staaten | 0.226.800        |
| 20 | 10.000        | No Limit Hold’em Main Event – World Championship | 11. Mai 1992  | 201        | Hamid Dastmalchi (2) | Vereinigte Staaten | 1.000.000        |

### Main Event

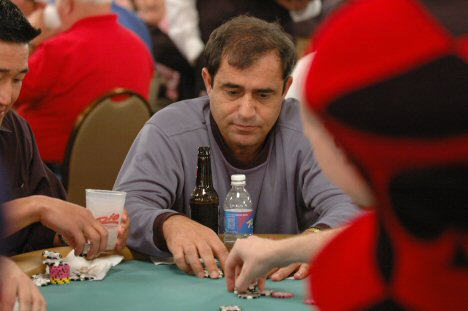
Hamid Dastmalchi (2005)

Der Finaltisch wurde am 16. Mai 1992 ausgespielt. In der finalen Hand gewann Dastmalchi mit 8♥ 4♣ gegen Jacobs mit J♦ 7♠.
| Platz | Herkunft           | Spieler          | Preisgeld (in $) |
| ----- | ------------------ | ---------------- | ---------------- |
| 1     | Vereinigte Staaten | Hamid Dastmalchi | 1.000.000        |
| 2     | Vereinigte Staaten | Tom Jacobs       | 0.353.500        |
| 3     | Vereinigte Staaten | Hans Lund        | 0.176.750        |
| 4     | Vereinigte Staaten | Mike Alsaadi     | 0.101.000        |
| 5     | Vereinigte Staaten | Dave Crunkleton  | 0.060.600        |
| 6     | Vereinigte Staaten | Clyde Coleman    | 0.030.300        |